# Electric Warrior
| 전문가 평가                   | 전문가 평가 |
| 평가 점수                     | 평가 점수   |
| 출처                          | 점수        |
| ----------------------------- | ----------- |
| AllMusic                      | [ 1 ]       |
| Christgau's Record Guide      | B           |
| Encyclopedia of Popular Music | [ 3 ]       |
| Q                             | [ 4 ]       |
| MusicOMH                      | [ 5 ]       |
| Pitchfork                     | 9.5/10      |
| Uncut                         | [ 7 ]       |
| Record Collector              | [ 8 ]       |

《Electric Warrior》는 영국의 록 밴드 티렉스의 두 번째 스튜디오 음반으로, 티라노사우루스 렉스라는 그룹의 초기 화신을 포함한다면 여섯 번째 음반이다. 이 음반은 그룹의 이전 음반의 포크 지향적인 음악을 분사하고 글램 록으로 알려진 일렉트릭 로큰롤에 화려하고 대중 친화적인 취향을 개척하는 등 밴드의 사운드의 전환점이 되었다.
이 음반은 영국 차트에서 1위에 올랐고 1971년 베스트셀러 음반이 되었다. 톱 10의 싱글 〈Get It On〉도 이 밴드의 유일한 미국 히트곡이 되었다. 《Electric Warrior》는 그 후 글램 록 운동의 중심적인 발매로서 호평을 받았다.

## 홍보
마크 볼란은 1971년 라이노 레코드 재발매에 관한 인터뷰에서 "저는 《Electric Warrior》가 영국에서 1971년 발표한 첫 번째 음반이라고 생각합니다. 제 말은, 그건... 만약 누군가가 왜 우리가 세계 다른 지역에서 컸는지 알고 싶어했다면, 그 음반은 저에게 그렇게 말해줍니다."
볼란은 1973년 1월, BBC 텔레비전 쇼 《실라》의 게스트였다. 그와 실라 블랙은 〈Life's a Gas〉의 어쿠스틱 버전을 불렀다.

## 커버 아트
이 커버 아트는 키어론 "스퍼드" 머피가 티렉스 콘서트에서 찍은 사진을 바탕으로 영국 미술 디자인 그룹 힙노시스가 디자인했다. 머피는 영국과 독일의 첫 번째 이슈에 포함된 포스터에 사용된 밴드의 사진도 찍었다. 마크 볼란과 미키 핀의 초상화인 내면의 소매 삽화는 예술가 조지 언더우드가 그렸다.

## 곡 목록
모든 곡들은 마크 볼란이 작사/작곡하였다.
| #  | 제목                 | 재생 시간 |
| -- | -------------------- | --------- |
| 1. | 〈Mambo Sun〉        | 3:40      |
| 2. | 〈Cosmic Dancer〉    | 4:30      |
| 3. | 〈Jeepster〉         | 4:12      |
| 4. | 〈Monolith〉         | 3:49      |
| 5. | 〈Lean Woman Blues〉 | 3:02      |

| #   | 제목              | 재생 시간 |
| --- | ----------------- | --------- |
| 6.  | 〈Get It On〉     | 4:27      |
| 7.  | 〈Planet Queen〉  | 3:13      |
| 8.  | 〈Girl〉          | 2:32      |
| 9.  | 〈The Motivator〉 | 4:00      |
| 10. | 〈Life's a Gas〉  | 2:24      |
| 11. | 〈Rip Off〉       | 3:40      |

## 인증
| 국가                               | 인증 | 판매량/출하량 |
| ---------------------------------- | ---- | ------------- |
| 영국 (BPI)                         | 골드 | 100,000       |
| 미국 (RIAA)                        | 골드 | 500,000       |
| 판매량+스트리밍을 기반으로 한 인증 |      |               |